# Maillot or

Maillot or

Le maillot or est un maillot distinctif de couleur or porté par le coureur occupant la première place d'un classement au cours de certaines compétitions par étapes de cyclisme sur route.

## Utilisations
Le maillot or est ou a été utilisé pour récompenser les leaders des classements suivants :
- Tour d'Espagne : Classement général (de 1999 à 2009)
- Tour du Qatar : classement général
- Tour du Qatar féminin : classement général
- Paris-Nice : Classement général (azur et or), de 1933 à 1939
- Tour de Bretagne féminin : classement général[1]
- En 2013, lors de la dernière étape du 100e Tour de France disputée en soirée, une version spéciale du maillot jaune, appelée la Tunique d'or, a été portée par le leader de la course Christopher Froome. Les quintuples vainqueurs de l'épreuve encore vivants (Eddy Merckx, Bernard Hinault et Miguel Indurain) ont à cette occasion également reçu un exemplaire de ce maillot[2].